# Bredebrokredsen
Bredebrokredsen (officielt: Ribe Amts 5. Valgkreds) var fra 1849 til 1866 en valgkreds til Folketinget. Kredsen bestod af kongerigske enklaver i den vestlige del af Slesvig som var repræsenteret i Folketinget. Ved fredsaftalen efter 2. slesvigske krig blev alle områder i valgkredsen på nær Vester Vedsted Sogn afstået til Preussen, og kredsen blev nedlagt med virkning fra 1866. Vester Vedsted Sogn blev ved Bredebrokredsens nedlæggelse overført til Ribekredsen (Ribe Amts 3. Valgkreds).
Valgkredsens valgsted var i Bredebro i Brede Sogn. Kredsen bestod af følgende områder:
- Døstrup Kommune (Døstrup Sogn)
- Randerup Kommune (Randerup Sogn)
- Medolden Kommune (Medolden Sogn)
- Ballum Kommune (Ballum Sogn)
- Rømø
- Vesterland Før Birk med:
  - St. Laurentii Sogn og St. Johannes Sogn på Før
  - St. Klemens Sogn på Amrum
- List på Sylt
- Skærbæk
- Vester Vedsted Sogn, Hviding Sogn, Rejsby Sogn, Brøns Sogn, Roager Sogn, Spandet Sogn, Vodder Sogn, Arrild Sogn, Højrup Sogn og Toftlund Sogn
- Abel Sogn
- Skads Sogn
- Højer Sogn og Hjerpsted Sogn
- Brede Sogn
- Emmerlev Sogn
- Daler Kommune (Daler Sogn)
- Møgeltønder Kommune (Møgeltønder Sogn)

## Folketingsmedlemmer valgt i Bredebrokredsen
Kildeangivelserne i parentes henviser til sidetal i bind I af Rigsdagens medlemmer gennem hundrede aar 1848-1948
- C.F. Gram 4. december 1849 — 4. august 1852 (I, s. 165)
- M. Brodersen 4. august 1852 — 27. maj 1853 (I, s. 73)
- N.A. Hansen 27. maj 1853 — 14. juni 1858 (I, s. 196-197)
- Sofus Høgsbro 14. juni 1858 — 4. juni 1866 (I, s. 228)